# Kawkab Athlétique Club de Marrakech
El Kawkab Athlétique Club de Marrakech, sovint anomenat Kawkab Marrakech (àrab: الكوكب المراكشي, al-Kawkab al-Marrākuxī) o KAC Marrakech o KACM, és un club de futbol marroquí de la ciutat de Marràqueix.

## Presidents
- Benhlal Abdelaziz
- Driss Benchekroun
- Mohames Talbi
- M'hamed Chraibi
- Abdelkader Edjoudi
- Lahlou Taïb
- Nasser El Fassi
- Abdeljalil Bouziane
- Abou Faris
- Laâbidi Miloud
- Lhachmi Layadi
- Bourziq Abdelaziz
- Tahar El Khalej
- Rachid Barami

## Palmarès
- Lliga marroquina de futbol:[1]
  - 1958, 1992
- Copa marroquina de futbol:[2]
  - 1963, 1964, 1965, 1987, 1991, 1993
- Copa de la CAF de futbol:
  - 1996

## Jugadors destacats
- Tarik Bendamou